# Mads Pedersen (cykelrytter)
 Der er flere personer med dette navn, se Mads Pedersen.
Mads Pedersen (født 18. december 1995 i Tølløse) er en dansk professionel cykelrytter, der kører for Lidl-Trek. Han blev professionel verdensmester i linjeløb i 2019 som den første danske herrerytter (og hidtil eneste), og han er den mest vindende danske herrerytter nogensinde.

## Karriere
Pedersen blev professionel i 2014, og kørte sine tre første år for Team Cult Energy/Stölting Service Group. Fra 2017 blev han tilknyttet World Tour-holdet Trek-Segafredo. Samme år vandt han Post Danmark Rundt.
I 2018 opnåede Pedersen flere gode resultater, blandt andet en etapesejr i Herald Sun Tour og en andenplads i klassikeren Flandern Rundt.
I 2019 blev Pedersen verdensmester i linjeløb for herrer efter et løb, hvor han besejrede italienske Matteo Trentin og schweiziske Stefan Küng i spurten efter et langt udbrud.
Fra 2021 til 2024 var han med i ejerskabet bagved cykelholdet Airtox-Carl Ras.
I 2025 havde han stor succes i Giro d'Italia, hvor han vandt løbets første etape og dermed som den første dansker kunne iføre sig den lyserøde førertrøje. Selv om han mistede den dagen efter, genvandt han den på tredje etape og endte med at køre i denne trøje på i alt fem etaper. Han vandt samlet fire etaper i løbet og endte med at vinde løbets samlede pointtrøje. Hans etapesejre betød, at han blev alletiders mest vindende dansk rytter i etapeløb, da han nåede 54 af slagsen, tre flere end Rolf Sørensen. Hans fire etapesejre betød endvidere, at han er den dansker, der har vundet flest etaper (ti) i de tre grand tours.

## Meritter
2012
Vinder sammenlagt af Tour of Istria
Vinder af 3. etape
Vinder sammenlagt af Trofeo Karlsberg
Vinder af etape 3a (ITT)
Vinder sammenlagt af Sint-Martinusprijs Kontich
Vinder af Pointkonkurrencen
Vinder af Ungdomskonkurrencen
Vinder af Prologue & 4. etape
2013
Vinder af Paris-Roubaix Juniors
Vinder sammenlagt af Course de la Paix Juniors
Vinder af Pointkonkurrencen
Vinder af etape 2a (ITT) & 4
Vinder sammenlagt af Trofeo Karlsberg
Vinder af etape 3a (ITT), 3b & 4
Vinder af 4. etape Sint-Martinusprijs Kontich
Vinder af Aubel-Thimister-La Gleize
Vinder af Bjergkonkurrencen
Vinder af 3. etape
Vinder af 4. etape i Grand Prix Rüebliland
Vinder af 4. etape i Giro della Lunigiana
2. plads i Junior-VM i landevejscykling
2014
Vinder af Rund um den Finanzplatz Eschborn-Frankfurt (U23)
3. plads ved U-23 DM i enkeltstart
2015
Vinder af 2. etape Tour de l'Avenir
2. plads sammenlagt af ZLM Roompot Tour
Vinder af 2. etape (TTT) & 3. etape
6. plads sammenlagt Four Days of Dunkirk
6. plads i La Côte Picarde
8. plads sammenlagt i Tour des Fjords
9. plads i Ronde van Vlaanderen Beloften
2016
Tour of Norway
Vinder af  Bjergkonkurrencen
Vinder af 3. etape
Vinder af Fyen Rundt
Vinder af Kattekoers
7. plads i Porec Trophy
8. plads sammenlagt i Tre dage ved Panne
2017
Vinder af  DM i linjeløb
Vinder af etapeløbet Tour du Poitou-Charentes
Vinder af Ungdomskonkurrencen
Vinder af 4. etape (enkeltstart)
 Samlet vinder af Danmark Rundt
Vinder af Ungdomskonkurrencen
Vinder af Pointkonkurrencen
Vinder af 3. etape (Kiddesvej)
2018
Vinder af Tour de l'Eurométropole
Vinder af Fyen Rundt
Vinder af 2. etape i Herald Sun Tour
Vinder af 4. etape i Danmark Rundt (ITT)
2. plads i Flandern Rundt
5. plads i Dwars door Vlaanderen
7. plads i GP Horsens
2019
 Vinder af Verdensmesterskabet i linjeløb
1. plads i Grand Prix d'Isbergues
2020
Vinder af Gent-Wevelgem
5. plads samlet BinckBank Tour
Vinder af 3. etape
 Pointkonkurrencen
Vinder af 2. etape i Polen Rundt
4. plads ved DM i linjeløb
7. plads ved Race Torquay
Tour de France
Kørte i  efter 1. etape
2021
Vinder af Kuurne-Bruxelles-Kuurne
Vinder af 2. etape i Danmark Rundt
2022
Tour de France
Vinder af 13. etape
 Mest angrebsivrige rytter, 13. etape
Vuelta a España
Vinder af 13., 16. og 19. etape
 Vinder af pointkonkurrencen
2. plads på 2., 3., 4. og 21. etape
Vinder af 3. etape i Paris-Nice
Vinder af 1. etape i Étoile de Bessèges
Vinder af 1. og 3. etape i Circuit de la Sarthe
Vinder af Fyen Rundt
2. plads i Grand Prix Cycliste la Marseillaise
2023
Tour de France
 2. plads i pointkonkurrencen
1. plads, 8. etape, Tour de France
Giro d'Italia
1. plads, 6. etape, Giro d'Italia
1. plads, 5. etape, Étoile de Bessèges
1. plads, 2. etape, Paris-Nice
1. plads, BEMER Cyclassics
 Samlet vinder af Danmark Rundt
1. plads, 5. etape (enkeltstart)
 Pointkonkurrencen
2. plads, Grand Prix d'Isbergues
3. plads, Flandern Rundt
4. plads, Paris-Roubaix
4. plads, VM i linjeløb
2024
Vinder af Gent-Wevelgem
 Samlet vinder af Étoile de Bessèges
1. plads, 3. etape
 Pointkonkurrencen
 Samlet vinder af Tour de La Provence
1. plads, prolog, 1. og 2. etape
 Pointkonkurrencen
 Samlet vinder af Deutschland Tour
1. plads, 2. og 4. etape
1. plads, 1. etape, Critérium du Dauphiné
1. plads, 2. etape, Luxembourg Rundt
3. plads, Paris-Roubaix
4. plads, Milano-Sanremo
2025
 Danmarksmester i enkeltstart
Vinder af Gent-Wevelgem
Giro d'Italia
1. plads, 1., 3., 5. og 13. etape
 Pointkonkurrencen
 Samlet vinder af Tour de La Provence
1. plads, 2. etape
 Pointkonkurrencen
1. plads, 6. etape, Paris-Nice
 Samlet vinder af PostNord Danmark Rundt
1. plads, 1., 4. og 5. etape
 Pointkonkurrencen
2. plads, Flandern Rundt
2. plads, E3 Saxo Classic
2. plads, DM i linjeløb
3. plads, Paris-Roubaix

### Deltagelse i Grand Tours
| Grand Tour      | 2017 | 2018 | 2019 | 2020 | 2021 | 2022 | 2023 | 2024 | 2025 |
| --------------- | ---- | ---- | ---- | ---- | ---- | ---- | ---- | ---- | ---- |
| Giro d'Italia   | 138  | 140  | —    | —    | —    | —    | DNF  | —    | 90   |
| Tour de France  | —    | —    | —    | 124  | 137  | 99   | 105  | DNF  |      |
| Vuelta a España | —    | —    | —    | —    | —    | 102  | —    | —    |      |

### Deltagelse i klassikere
| Monument                | 2015                             | 2016                             | 2017                             | 2018                             | 2019                             | 2020                             | 2021                             | 2022                             | 2023                             | 2024                             | 2025                             |
| ----------------------- | -------------------------------- | -------------------------------- | -------------------------------- | -------------------------------- | -------------------------------- | -------------------------------- | -------------------------------- | -------------------------------- | -------------------------------- | -------------------------------- | -------------------------------- |
| Milano-Sanremo          | —                                | —                                | —                                | —                                | —                                | —                                | —                                | 6                                | 6                                | 4                                | 7                                |
| Flandern Rundt          | —                                | —                                | —                                | 2                                | DNF                              | 59                               | DNF                              | 8                                | 3                                | 22                               | 2                                |
| Paris-Roubaix           | —                                | —                                | 95                               | 71                               | 51                               | NH                               | DNF                              | DNF                              | 4                                | 3                                | 3                                |
| Liège-Bastogne-Liège    | —                                | —                                | —                                | —                                | —                                | DNF                              | —                                | —                                | —                                | —                                | —                                |
| Lombardiet Rundt        | Har ikke deltaget i sin karriere | Har ikke deltaget i sin karriere | Har ikke deltaget i sin karriere | Har ikke deltaget i sin karriere | Har ikke deltaget i sin karriere | Har ikke deltaget i sin karriere | Har ikke deltaget i sin karriere | Har ikke deltaget i sin karriere | Har ikke deltaget i sin karriere | Har ikke deltaget i sin karriere | Har ikke deltaget i sin karriere |
| Klassiker               | 2015                             | 2016                             | 2017                             | 2018                             | 2019                             | 2020                             | 2021                             | 2022                             | 2023                             | 2024                             | 2025                             |
| Omloop Het Nieuwsblad   | DNF                              | 39                               | DNF                              | 92                               | 105                              | 66                               | 112                              | —                                | —                                | —                                | —                                |
| Kuurne-Bruxelles-Kuurne | —                                | —                                | —                                | 81                               | DNF                              | 79                               | 1                                | —                                | —                                | —                                | —                                |
| Strade Bianche          | —                                | —                                | DNF                              | DNF                              | —                                | —                                | —                                | —                                | —                                | —                                | —                                |
| E3 Harelbeke            | —                                | —                                | 90                               | DNF                              | DNF                              | NH                               | DNF                              | 24                               | 14                               | 11                               | 2                                |
| Gent-Wevelgem           | —                                | —                                | —                                | DNF                              | 33                               | 1                                | —                                | 7                                | 5                                | 1                                | 1                                |
| Dwars door Vlaanderen   | DNF                              | 15                               | 150                              | 5                                | 89                               | NH                               | —                                | 69                               | 5                                | DNF                              | 5                                |
| Scheldeprijs            | 160                              | —                                | DNF                              | —                                | 101                              | DNF                              | —                                | —                                | —                                | —                                | —                                |

### Deltagelse i mesterskaber
| Mesterskab            | Mesterskab  | 2014                             | 2015                             | 2016                             | 2017                             | 2018                             | 2019                             | 2020                             | 2021                             | 2022                             | 2023                             | 2024                             | 2025                             |
| --------------------- | ----------- | -------------------------------- | -------------------------------- | -------------------------------- | -------------------------------- | -------------------------------- | -------------------------------- | -------------------------------- | -------------------------------- | -------------------------------- | -------------------------------- | -------------------------------- | -------------------------------- |
| VM i landevejscykling | Enkeltstart | Har ikke deltaget i sin karriere | Har ikke deltaget i sin karriere | Har ikke deltaget i sin karriere | Har ikke deltaget i sin karriere | Har ikke deltaget i sin karriere | Har ikke deltaget i sin karriere | Har ikke deltaget i sin karriere | Har ikke deltaget i sin karriere | Har ikke deltaget i sin karriere | Har ikke deltaget i sin karriere | Har ikke deltaget i sin karriere | Har ikke deltaget i sin karriere |
| VM i landevejscykling | Linjeløb    | —                                | —                                | —                                | DNF                              | —                                | 1                                | —                                | DNF                              | —                                | 4                                | 13                               |                                  |
| EM i landevejscykling | Enkeltstart | Eksisterede ikke                 | Eksisterede ikke                 | Har ikke deltaget i sin karriere | Har ikke deltaget i sin karriere | Har ikke deltaget i sin karriere | Har ikke deltaget i sin karriere | Har ikke deltaget i sin karriere | Har ikke deltaget i sin karriere | Har ikke deltaget i sin karriere | Har ikke deltaget i sin karriere | Har ikke deltaget i sin karriere | Har ikke deltaget i sin karriere |
| EM i landevejscykling | Linjeløb    | Eksisterede ikke                 | Eksisterede ikke                 | —                                | —                                | DNF                              | 24                               | —                                | —                                | 10                               | 7                                | 6                                |                                  |
| DM i landevejscykling | Enkeltstart | 25                               | 11                               | 15                               | 13                               | —                                | 10                               | —                                | —                                | 4                                | —                                | —                                | 1                                |
| DM i landevejscykling | Linjeløb    | —                                | 52                               | 5                                | 1                                | 6                                | 16                               | 4                                | 38                               | 2                                | 14                               | 8                                | 2                                |

| —   | Deltog ikke             |
| DNF | Gennemførte ikke        |
| DNS | Stillede ikke til start |
| NH  | Ikke afholdt            |